# Джабали-упанишада
«Джабали-упанишада» (jābālyupaniṣat) — небольшой по своему объёму текст, написанный прозой, относящийся к упанишадам Сама-веды (#104) и упанишадам шиваизма. Представляет собою диалог между риши Джабали и риши Пайппаладой. Во второй части упанишады появляется, возможно, третий участник — Санаткумара; однако из самого текста не ясно, является ли Санаткумара третьим участником (как один из Кумаров) или это эпитет Пайппалады. Текст этой упанишады (её II-я часть) является важным ритуальным авторитетным источником по правилам нанесения трипундры и неоднократно с некоторыми вариациями дублируется в различных шиваитских пуранах и тантрах.
По своему составу текст упанишады можно разделить на две части:
1. Часть I-я — Дидактическая. Представляет собою вопросы Пайппалады и ответы Джабали: о таттве, о дживе и причине её связанности, о Ишане, о средствах достижения мокши.
2. Часть II-я — Ритуальная. Включает в себя описание нанесения и ношения трипундры — места нанесения; мантры, с которыми следует её наносить; результаты ношения. Эта часть по своему смысловому содержанию совпадает с текстом Калагнирудра-упанишады.

Заключает упанишаду небольшой пассаж, описывающий результаты ношения трипундры.
В 2008 году впервые была переведена на русский язык С. В. Лобановым и в 2009 году была издана в сборнике «Упанишады веданты, шиваизма и шактизма».